# 越智新次
越智 新次（おち しんじ、1975年10月15日 - ）は、愛媛県周桑郡丹原町（現・西条市）出身 の元サッカー審判員。

## 来歴
丹原東中学校でサッカーを始め、東予工業高校（現・東予高校）に進学。高校では全国選手権準優勝経験もあるサッカー部に入部するが、70人以上の部員の中でレギュラーの座が遠く、4級審判員の資格を取得して審判員の道を目指す。
高校卒業後は建設業（左官・外装工事・屋根工事）の越智建装で働きながら審判員の資格を取得。1999年に1級審判員の資格を取得し、翌年から日本プロサッカーリーグ（Jリーグ）の副審を担当する。2008年からはJ1の試合も担当するようになった。
2013年に日本サッカー協会 (JFA) からの推薦 により、国際サッカー連盟 (FIFA) 選出の国際審判員（副審）に登録された。主にAFCカップやAFC U-19選手権、AFCチャンピオンズリーグなど、アジアサッカー連盟 (AFC) 主管試合に派遣されている。
2019年12月8日に行われたJリーグアウォーズにおいて、同年の最優秀副審賞を初受賞。
2020シーズンをもって国際審判員を引退した。

## 決勝担当
| 開催年月日     | 大会                                      | 対戦カード         | 対戦カード                   | 結果 | 会場                         | 担当 |
| -------------- | ----------------------------------------- | ------------------ | ---------------------------- | ---- | ---------------------------- | ---- |
| 2010年1月6日   | 第58回全日本大学サッカー選手権大会        | 明治大学           | 福岡大学                     | 2-1  | 国立競技場                   | 副審 |
| 2013年2月23日  | FUJI XEROX SUPER CUP2013                  | サンフレッチェ広島 | 柏レイソル                   | 1-0  | 国立競技場                   | 副審 |
| 2014年2月22日  | FUJI XEROX SUPER CUP2014                  | サンフレッチェ広島 | 横浜F・マリノス              | 2-0  | 国立競技場                   | 副審 |
| 2015年10月31日 | AFCカップ2015                             | イスティクロル     | ジョホール・ダルル・タクジム | 0-1  | パミールスタジアム           | 副審 |
| 2016年11月29日 | 明治安田生命2016Jリーグチャンピオンシップ | 鹿島アントラーズ   | 浦和レッズ                   | 0-1  | 県立カシマサッカースタジアム | 副審 |
| 2017年1月1日   | 第96回天皇杯全日本サッカー選手権大会      | 鹿島アントラーズ   | 川崎フロンターレ             | 2-1  | 市立吹田サッカースタジアム   | 副審 |
| 2017年12月3日  | 2017 J1昇格プレーオフ                     | 名古屋グランパス   | アビスパ福岡                 | 0-0  | 豊田スタジアム               | 副審 |